# Леузинська сільська рада
Леузи́нська сільська рада (рос. Леузинский сельский совет) — муніципальне утворення у складі Кігинського району Башкортостану, Росія. Адміністративний центр — село Леуза.

## Населення
Населення — 1231 особа (2019, 1374 в 2010, 1472 в 2002).

## Склад
До складу поселення входять такі населені пункти:
| Населений пункт     | Населення, осіб (2002) | Населення, осіб (2010) |
| ------------------- | ---------------------- | ---------------------- |
| В'язовка, присілок  | 47                     | 17                     |
| Кісеїк, присілок    | 8                      | 2                      |
| Кургашево, присілок | 319                    | 279                    |
| Леуза, село         | 1098                   | 1076                   |